# John Antill
John Henry Antill, CMG, OBE (Sydney, 8 d'abril, 1904 - Idem. 29 de desembre, 1986) va ser un compositor australià més conegut pel seu ballet Corroboree.

## Biografia
Antill va ser educat i format en música a la "Trinity Grammar School" de Sydney i l'escola "St Andrew's Cathedral".: 109  Quan va deixar l'escola el 1920, va ser aprenent dels Ferrocarrils del govern de Nova Gal·les del Sud. Va deixar els ferrocarrils cinc anys més tard per estudiar a temps complet al Conservatori de Música de Nova Gal·les del Sud amb Alfred Hill. Després de graduar-se, va tocar tant a l'Orquestra Estatal de NSW com a l'Orquestra Simfònica de Sydney, i, de 1932 a 1934, va fer una gira amb la J. C. Williamson Imperial Opera Company com a tenor i director d'assaig.
El 1936, es va convertir en assistent d'editor musical de l'Australian Broadcasting Commission (ABC). Va romandre a l'ABC fins a la seva jubilació el 1968, després d'haver ocupat mentrestant el càrrec d'editor de música federal d'ABC.
La seva obra més famosa, Corroboree,{nota. 1} es va interpretar per primera vegada com a suite de concerts l'any 1946, dirigida per Eugene Goossens. Va basar la seva composició en un autèntic corroboree, que va presenciar el 1913 a "La Perouse$ de Sydney. Havia pensat l'obra com un ballet, però no es va representar com a tal fins al 1950.
L'estrena de ballet de 1950, coreografiada per Rex Reid, d'aquesta obra va ser aclamada com una fita de la "maduresa" en la vida cultural australiana, encara que als ulls moderns sembla una peça d'època pintoresca i desconcertant que reflecteix visions antigues dels indígenes. Austràlia. Una nova versió del ballet, interpretada el 1954, va ser coreografiada per la ballarina, coreògrafa i escriptora d'origen nord-americà Beth Dean que, amb el seu marit australià Victor Carell, va passar vuit mesos a parts del centre i nord d'Austràlia per captar una comprensió més autèntica. El Museu Nacional d'Austràlia conté una gran col·lecció de vestits, accessoris i objectes efímers de la producció de Dean. Dean i Carell també van escriure una biografia de John Antill titulada Gentle Genius, publicada el 1987.
El 1971, Antill va ser nomenat Oficial (OBE) de l'Ordre de l'Imperi Britànic pels serveis a la música australiana. El 1981, va ser nomenat company de l'Orde de Sant Miquel i Sant Jordi (CMG). El 1985, l'any abans de la seva mort, va rebre un doctorat honoris causa en arts creatives per la Universitat de Wollongong.

## Altres fonts
- 1968, World Book Encyclopedia, edició australàsia
- Australian Music Centre: John Antill Arxivat el 19 de gener de 2009 a la Wayback Machine
- Australia Dancing: Antill, John (1904 - 1986)[usurpat]
- Notes de ballet: John Antill (1904-1986) Arxivat el 23 de juliol de 2008 a la Wayback Machine
- Beth Dean producció de Corroboree[usurpada]
- Beth Dean[usurpada]
- Col·lecció Beth Dean del Museu Nacional d'Austràlia.